# 코사족
코사족(Xhosa)은 아프리카 남부에 사는 종족이다. 전체 코사족 절반이 넘는 500만 명이 남아프리카공화국의 남동부에 산다. 소의 수가 부의 척도였으며, 식량으로 사용하기 위해 소를 죽이지는 않았으나, 종교 의식에 제물로는 사용했다. 결혼제도는 일부다처제이고 가족 형태는 대가족이었다. 초가 지붕을 한 원추형의 집에서 살았다. 그러나 이러한 전통 생활 방식은 대부분 사라졌고 아파르트 헤이트 과정에서 남아프리카공화국의 다른 유색 인종 집단과 마찬가지로 백인의 지배 아래서 철저한 차별을 경험했다. 그러나 넬슨 만델라, 타보 음베키 등의 대통령을 배출하면서 그 위상이 많이 올라갔다.
코사어를 말하는 사람들은 분명한 계통을 지닌 여러 소부족으로 나눌 수 있다. 주요 하위 그룹으로는 바카(Bhaca), 봄바나(Bomvana), 음펭구(Mfengu), 음폰도(Mpondo), 음폰도미세(Mpondomise), 세시베(Xesibe) 그리고 템부(Thembu)로 나눌 수 있다.

## 역사
코사족은 아프리카 대호수 주변에서 남쪽으로 이주해 왔던 사람의 일부로 생각된다. 1600년대에 네덜란드인 개척단이 남부 아프리카에 도착했을 때에는, 피쉬 강에서 현재 더반 주변 남동 아프리카 일대에서 생활하고 있었다.

## 언어
남아프리카 공화국 공용어 중의 하나로 반투어군의 남동 그룹이다 구니어군에 속한다. 흡착 소리가 뚜렷하다. 남아프리카 공화국 내에서 코사어 외에 줄루어, 영어, 아프리칸스어를 말하고 있다.
남아공 인구의 18%에 해당하는 790만명정도가 쓴다. 대부분의 반투어족과 같이 코사어는 성조어이며 음의 높낮이로 뜻이 달라진다. 코사어는 또한 협착음(혀차는 소리,클릭음)이 있는 것으로도 유명하다. 코사어는 로마자로 표기되며, c,x,q의 글자는 협착음 표기에 쓰인다. 남아공 전 대통령인 넬슨 만델라가 가장 유명한 코사어 모어화자이다.

## 유명인
- 넬슨 만델라 - 전 남아공화국 대통령
- 타보 음베키 - 전 남아공화국 대통령

## 같이 보기
- 아프리카 대호수